# Trichocylliba oligochaeta
Trichocylliba oligochaeta es una especie de arácnido del orden Mesostigmata de la familia Uropodidae.

## Distribución geográfica
Se encuentra en México y Panamá.